# NGC 680
NGC 680 (другие обозначения — UGC 1286, MCG 4-5-15, ZWG 482.19, PGC 6719) — эллиптическая галактика (E) в созвездии Овен.
Этот объект входит в число перечисленных в оригинальной редакции «Нового общего каталога».
Входит в состав группы NGC 697 и является единственной эллиптической галактикой в её составе.
Галактика NGC 680 входит в состав группы галактик NGC 691. Помимо NGC 680 в группу также входят ещё 10 галактик.